# Església de São Martinho de Mancelos
L'Església de Sâo Martinho és un edifici religiós d'interès públic, ubicat a Mancelos, municipi d'Amarante, al districte de Porto, a Portugal. Fou construïda a mitjans del segle xiii amb un projecte associat estilísticament al del Monestir de Travanca, el principal establiment monàstic de la regió.

## Característiques
L'església té nau i capella major; és de planta rectangular, típica del romànic portuguès. En destaca el nàrtex enfront de la façana principal, que degué tenir una funció funerària, i la torre que flanqueja l'església, que fou transformada en torre campanar més tard. El portal principal del temple és un exemple important de l'època romànica, amb un timpà llis i capitells amb motius vegetals diversos. El timpà és sostingut per consoles en forma de figures monstruoses, probablement simbolitzant la personificació del pecat.